# مايك كار (مصمم ألعاب)
مايك كار (بالإنجليزية: Mike Carr)‏ (4 سبتمبر 1951، منيابولس في الولايات المتحدة)؛ روائي أمريكي.